# I’m Too Sexy
«I’m Too Sexy» — песня британской группы Right Said Fred. Была издана отдельным синглом в 1991 году. (Это был дебютный сингл группы.)
Песня достигла 2 места в Великобритании и 1 места в США.

## Композиция
Идея песни возникла, когда братья Фейрбрасс управляли тренажерным залом в Лондоне, где, по словам Ричарда, было «много нарциссизма и позирования». Однажды он снял рубашку и начал петь «I’m too sexy for my shirt» (с англ. — «Я слишком сексуален для своей рубашки») перед зеркалом в шутку. Первоначально группа записала её как инди-рок-песню.
Она была отклонена несколькими звукозаписывающими компаниями, прежде чем они сыграли её радиоведущему Гаю Холмсу. Сначала он не был впечатлен после того, как сыграл её на своей автомобильной стереосистеме, но его пассажиры ухватились за песню "I'm a model you know what I mean" (с англ. — «Я модель, вы знаете, что я имею в виду»), и Холмс спросил группу, могут ли они переработать её в танцевальный трек.
Диджей Томми Ди, знакомый Ричарда Фейрбрасс, запрограммировал электронику вокруг оригинального вокала, в то время как гитарист Роб Манцоли добавил рифф, заимствованный из песни Джими Хендрикса «Third Stone from the Sun».
В клубах многие люди имитировали их танец «подиум», как показано в видеоклипе к январю 1992 года.

## Список композиций
UK CD (CD SNOG 1)
1. "I'm Too Sexy" (Betty's mix)
2. "I'm Too Sexy" (7" mix)
3. "I'm Too Sexy" (12" instrumental)
4. "I'm Too Sexy" (Italian version)

UK 7" (SNOG 1) / cassette (CA SNOG 1)
1. "I'm Too Sexy"
2. "I'm Too Sexy" (instrumental)

UK 12" (12 SNOG 1)
1. "I'm Too Sexy"
2. "I'm Too Sexy" (7" version)
3. "I'm Too Sexy" (12" instrumental)

U.S. Single
1. "I'm Too Sexy" (7" version)
2. "I'm Too Sexy" (Extended Club Mix)
3. "I'm Too Sexy" (Betty's Mix)
4. "I'm Too Sexy" (Instrumental)
5. "I'm Too Sexy" (Catwalk Mix)
6. "I'm Too Sexy" (Tushapella)
7. "I'm Too Sexy" (Spanish version)